# Dicaelotus pusillator
Dicaelotus pusillator là một loài tò vò trong họ Ichneumonidae.